# Cyrtandra acutangula
Cyrtandra acutangula är en tvåhjärtbladig växtart som beskrevs av Berthold Carl Seemann. Cyrtandra acutangula ingår i släktet Cyrtandra och familjen Gesneriaceae. Inga underarter finns listade i Catalogue of Life.